# Mimamblesthidus orientalis
Mimamblesthidus orientalis är en skalbaggsart som beskrevs av Stefan von Breuning 1961. Mimamblesthidus orientalis ingår i släktet Mimamblesthidus och familjen långhorningar. Inga underarter finns listade i Catalogue of Life.